# Kolla rhabdoma
Kolla rhabdoma är en insektsart som beskrevs av Yang et Li 2001. Kolla rhabdoma ingår i släktet Kolla och familjen dvärgstritar. Inga underarter finns listade i Catalogue of Life.